# 蒼乃夕妃
蒼乃 夕妃（あおの ゆき、1983年9月12日 - ）は、日本の女優。元宝塚歌劇団月組トップ娘役。
岡山県岡山市、山陽女子高等学校出身。身長164cm。血液型O型。愛称は「まりも」、「ゆき」。
所属事務所は東宝芸能。

## 来歴
2002年、宝塚音楽学校入学。
2004年、宝塚歌劇団に90期生として入団。雪組公演「スサノオ／タカラヅカ・グローリー!」で初舞台。その後、星組に配属。
ダンサーとして頭角を現し、2005年の「それでも船は行く」でバウホール公演初ヒロイン。入団2年目での抜擢となった。
2007年の「KEAN」（日生劇場公演）で、専科理事の轟悠の相手役を南海まりと務め、ダブルヒロイン。
2008年、バウ・ワークショップ「ANNA KARENINA」で、2度目のバウホール公演ヒロイン。続く「THE SCARLET PIMPERNEL」で新人公演初ヒロイン。その後も3作連続で新人公演ヒロインを務める。
2009年、「コインブラ物語」（ドラマシティ・日本青年館公演）で、再び専科・轟悠の相手役を務め、東上公演ヒロイン。同年12月21日付で月組へと組替えし、12月28日付で月組トップ娘役に就任。霧矢大夢の相手役として、翌年の「THE SCARLET PIMPERNEL」でトップコンビ大劇場お披露目。
2012年4月22日、「エドワード8世／Misty Station」東京公演千秋楽をもって、宝塚歌劇団を霧矢と同時退団。
退団後は単身ニューヨークに渡りダンスを学び、帰国後は舞台を中心に活動を続けている。
2016年に俳優の中河内雅貴と結婚し、2021年に第一子を出産したことを報告。

## 宝塚歌劇団時代の主な舞台

### 初舞台
- 2004年4 - 7月、雪組『スサノオ』『タカラヅカ・グローリー!』[4]

### 星組時代
- 2004年10 - 12月、『花舞う長安』『ロマンチカ宝塚'04』
- 2005年3月、『それでも船は行く』（バウホール） - スーザン・トレイシー バウ初ヒロイン[2][5]
- 2005年5 - 8月、『長崎しぐれ坂』 - 新人公演：芳蓮（本役：白羽ゆり）『ソウル・オブ・シバ!!』
- 2005年9 - 11月、『ベルサイユのばら』『ソウル・オブ・シバ!!』（全国ツアー・韓国）
- 2006年1 - 4月、『ベルサイユのばら-フェルゼンとマリー・アントワネット編-』 - 小公女、新人公演：マリー・アントワネット（少女時代）（本役：成花まりん）
- 2006年6月、『コパカバーナ』（梅田芸術劇場）
- 2006年8 - 11月、『愛するには短すぎる』『ネオ・ダンディズム!』
- 2007年1月、『Hallelujah GO!GO!』（バウホール） - モニカ
- 2007年3 - 7月、『さくら』『シークレット・ハンター』
- 2007年9月、『KEAN』（日生劇場） - アンナ・ダンビー Wヒロイン[5]
- 2007年11 - 2008年2月、『エル・アルコン-鷹-』 - タマラ、新人公演：ペネロープ・ギャレット（本役：琴まりえ）『レビュー・オルキス-蘭の星-』
- 2008年4 - 5月、『ANNA KARENINA（アンナ・カレーニナ）』（バウホール） - アンナ・カレーニナ バウWSヒロイン[8][5]
- 2008年6 - 10月、『THE SCARLET PIMPERNEL（スカーレット ピンパーネル）』 - ケイト、新人公演：マルグリット・サン・ジュスト（本役：遠野あすか） 新人公演初ヒロイン[2][8]
- 2008年11月、『ブエノスアイレスの風』（日本青年館・バウホール） - エバ
- 2009年2 - 4月、『My dear New Orleans（マイ ディア ニュー オリンズ）』 - メイ、新人公演：ルイーズ・デュアン（ルル）（本役：遠野あすか）『ア ビヤント』 新人公演ヒロイン[2][8]
- 2009年6 - 9月、『太王四神記 Ver.II』 - カクダン、新人公演：キハ（本役：夢咲ねね） 新人公演ヒロイン[2][8]
- 2009年10 - 11月、『コインブラ物語』（ドラマシティ・日本青年館） - イネス／ミランダ 東上ヒロイン[8][5]

### 月組トップ娘役時代
- 2010年2月、『紫子』 - 舞鶴姫『Heat on Beat!』（中日劇場） トップお披露目公演[2][8]
- 2010年4 - 7月、『THE SCARLET PIMPERNEL（スカーレット ピンパーネル）』 - マルグリット・サン・ジュスト 大劇場トップお披露目公演[7][4]
- 2010年9 - 11月、『ジプシー男爵-Der Zigeuner Baron-』 - ザッフィ『Rhapsodic Moon（ラプソディック・ムーン）』
- 2010年12 - 2011年1月、『STUDIO 54（スタジオ フィフティフォー）』（ドラマシティ・日本青年館） - ジゼル・モーガン[2]
- 2011年3 - 5月、『バラの国の王子』 - ベル『ONE』[2]
- 2011年7 - 10月、『アルジェの男』 - サビーヌ『Dance Romanesque（ダンス ロマネスク）』[2]
- 2011年11 - 12月、『我が愛は山の彼方に』 - 万姫『Dance Romanesque（ダンス ロマネスク）』（全国ツアー）
- 2012年2 - 4月、『エドワード8世』 - ウォリス・シンプソン『Misty Station』 退団公演[4]

### 出演イベント
- 2005年12月、『花の道 夢の道 永遠の道』
- 2006年4月、『星組エンカレッジ・コンサート』
- 2007年7月、『宝塚巴里祭2007』
- 2007年9月、『TAKARAZUKA SKY STAGE5th Anniversary Special』
- 2008年12月、タカラヅカスペシャル2008『La Festa!』
- 2009年12月、タカラヅカスペシャル2009『WAY TO GLORY』
- 2011年12月、タカラヅカスペシャル2011『明日に架ける夢』
- 2012年3月、蒼乃夕妃ミュージック・サロン『VERY BEST OF ME』 主演

## 宝塚歌劇団退団後の主な活動

### 舞台
- 2012年7月、『BAD GIRLS meets BAD BOYS』（東京国際フォーラム・ドラマシティ・他）[9]
- 2014年5 - 7月、『セレブレーション100! 宝塚』（青山劇場・梅田芸術劇場・他）[10]
- 2014年11 - 12月、『CHICAGO TAKARAZUKA 100th Anniversary OG version』（東京国際フォーラム・梅田芸術劇場・他） - トップレディース 役[11]
- 2015年4月、『CLUB SEVEN 10th』（シアタークリエ・ドラマシティ・他）[12]
- 2015年10月、『ボーイバンド』（よみうり大手町ホール・サンケイホールブリーゼ・他）[13]
- 2016年1 - 2月、『Honganji』（新歌舞伎座・中日劇場・EX THEATER ROPPONGI） - 桔梗 役[14]
- 2016年7月、『CHICAGO 宝塚歌劇OGバージョン』（梅田芸術劇場・東京国際フォーラム・KAAT神奈川芸術劇場・リンカーンセンター） - トップレディース 役[7]
- 2016年12月、『23階の笑い』（紀伊國屋サザンシアター TAKASHIMAYA） - キャロル・ワイマン 役[15]
- 2017年3月、『アルジャーノンに花束を』（天王洲銀河劇場・兵庫県立芸術文化センター） - フェイ・リルマン 役[16]
- 2017年5 - 7月、『グレート・ギャツビー』（日生劇場・中日劇場・梅田芸術劇場・博多座） - マートル・ウィルソン 役[17]
- 2017年9 - 10月、『THE CIRCUS!』（よみうり大手町ホール・サンケイホールブリーゼ・他） - モニカ 役[18]
- 2017年12月、『夜曲』（東京芸術劇場） - 千代／偽千代 役[19]
- 2018年5月、『クレスト☆シザーズ』（サンシャイン劇場、サンケイホールブリーゼ） - 一葉蘭 役[20]
- 2018年6 - 7月、『THE CIRCUS! EPISODE2』（よみうり大手町ホール・サンケイホールブリーゼ・他） - モニカ 役[21]
- 2019年4 - 5・8月、『アニー』（新国立劇場・他） - グレース 役[22]
- 2021年4 - 5月、『エリザベート TAKARAZUKA25周年スペシャル・ガラ・コンサート』（梅田芸術劇場・東急シアターオーブ）[23]
- 2021年11月、『Greatest Moment』（梅田芸術劇場・東京国際フォーラム）[24]
- 2022年10 - 11月、『世界でいちばん美しい～鎌倉物語～』（ステラボール・COOL JAPAN PARK OSAKA） - 北島玲子 役[25]
- 2022年12 - 2023年1・8月・2024年1月、『スクールアイドルミュージカル』（新国立劇場・梅田芸術劇場・他） - 椿マドカ 役[26]
- 2025年2 - 4月、『スクールアイドルミュージカル』（日本青年館ホール・大阪新歌舞伎座） - 椿マドカ 役[27]

## 受賞歴
- 2009年、『宝塚歌劇団年度賞』 - 2008年度新人賞
- 2010年、『阪急すみれ会パンジー賞』 - 娘役賞[28]
- 2011年、『宝塚歌劇団年度賞』 - 2010年度優秀賞[29]